# Parathelges enoshimensis
Parathelges enoshimensis är en kräftdjursart som beskrevs av Sueo M. Shiino 1950. Parathelges enoshimensis ingår i släktet Parathelges och familjen Bopyridae. Inga underarter finns listade i Catalogue of Life.